# Gennetines
Gennetines est une commune française située dans le département de l'Allier, en région Auvergne-Rhône-Alpes.

## Géographie
Gennetines se situe à 300 km au sud de Paris et à 10 km au nord-est de Moulins dans le département de l'Allier, en Sologne bourbonnaise.
Ses communes limitrophes sont :
|         | Saint-Ennemond | Lucenay-lès-Aix (Nièvre) |
| Trévol  | Gennetines     |                          |
| Avermes | Yzeure         | Chézy                    |

### Climat
Pour des articles plus généraux, voir Climat d'Auvergne-Rhône-Alpes et Climat de l'Allier.
En 2010, le climat de la commune est de type climat océanique dégradé des plaines du Centre et du Nord, selon une étude du CNRS s'appuyant sur une série de données couvrant la période 1971-2000. En 2020, Météo-France publie une typologie des climats de la France métropolitaine dans laquelle la commune est exposée à un climat océanique altéré et est dans la région climatique Centre et contreforts nord du Massif Central, caractérisée par un air sec en été et un bon ensoleillement.
Pour la période 1971-2000, la température annuelle moyenne est de 11,1 °C, avec une amplitude thermique annuelle de 16 °C. Le cumul annuel moyen de précipitations est de 787 mm, avec 11,5 jours de précipitations en janvier et 7,3 jours en juillet. Pour la période 1991-2020, la température moyenne annuelle observée sur la station météorologique de Météo-France la plus proche, sur la commune d'Yzeure à 9 km à vol d'oiseau, est de 11,9 °C et le cumul annuel moyen de précipitations est de 795,7 mm,. Pour l'avenir, les paramètres climatiques de la commune estimés pour 2050 selon différents scénarios d'émission de gaz à effet de serre sont consultables sur un site dédié publié par Météo-France en novembre 2022.

## Urbanisme

### Typologie
Au 1er janvier 2024, Gennetines est catégorisée commune rurale à habitat dispersé, selon la nouvelle grille communale de densité à 7 niveaux définie par l'Insee en 2022.
Elle est située hors unité urbaine. Par ailleurs la commune fait partie de l'aire d'attraction de Moulins, dont elle est une commune de la couronne,. Cette aire, qui regroupe 64 communes, est catégorisée dans les aires de 50 000 à moins de 200 000 habitants,.

### Occupation des sols

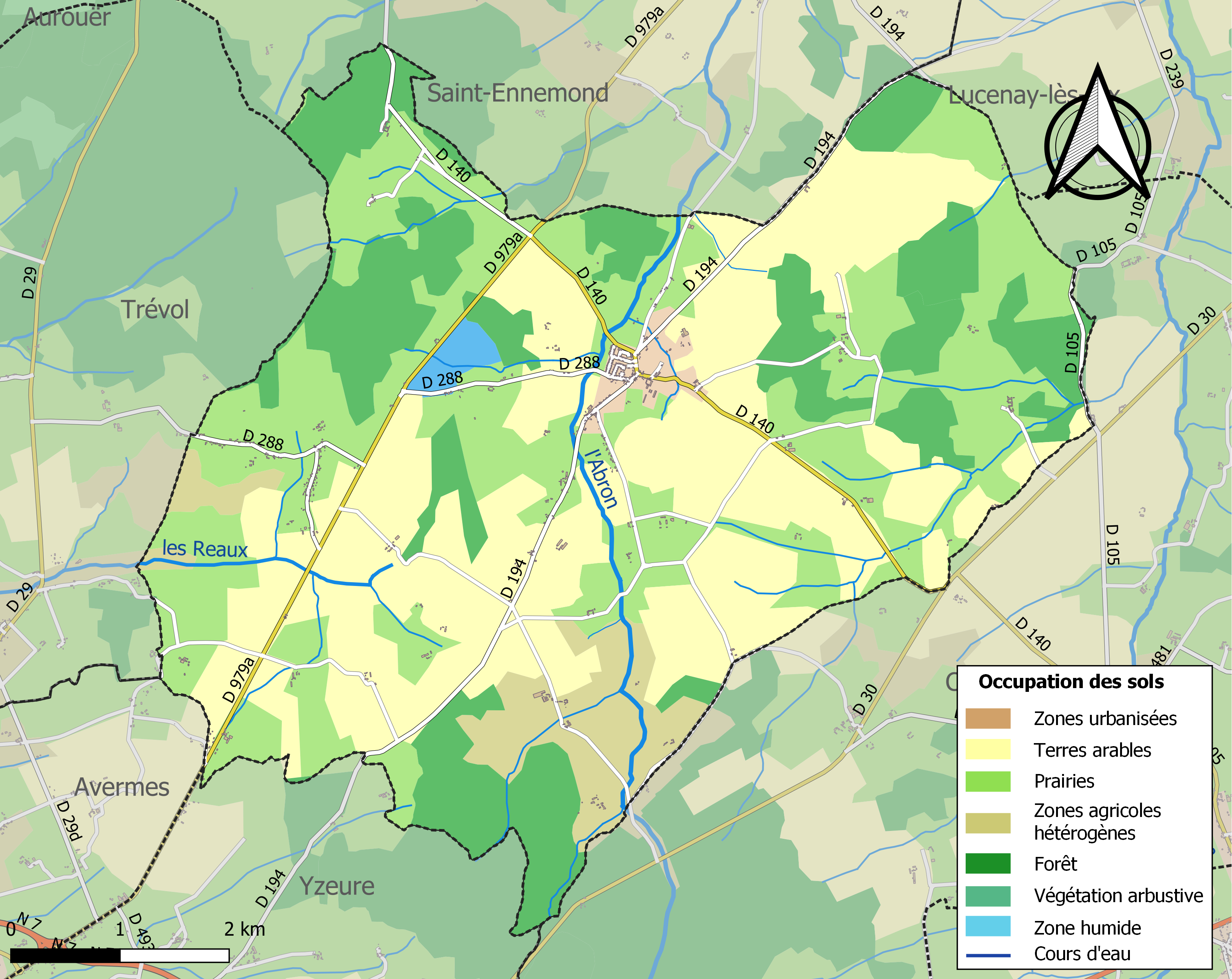
Carte des infrastructures et de l'occupation des sols de la commune en 2018 (CLC).

L'occupation des sols de la commune, telle qu'elle ressort de la base de données européenne d’occupation biophysique des sols Corine Land Cover (CLC), est marquée par l'importance des territoires agricoles (77,1 % en 2018), en diminution par rapport à 1990 (78,1 %). La répartition détaillée en 2018 est la suivante : 
terres arables (37 %), prairies (34 %), forêts (20,7 %), zones agricoles hétérogènes (6,1 %), zones urbanisées (1,4 %), eaux continentales (0,8 %).
L'IGN met par ailleurs à disposition un outil en ligne permettant de comparer l'évolution dans le temps de l'occupation des sols de la commune (ou de territoires à des échelles différentes). Plusieurs époques sont accessibles sous forme de cartes ou photos aériennes : la carte de Cassini (XVIIIe siècle), la carte d'état-major (1820-1866) et la période actuelle (1950 à aujourd'hui).

## Politique et administration
| Période                                  | Période                      | Identité                | Étiquette | Qualité                |
| ---------------------------------------- | ---------------------------- | ----------------------- | --------- | ---------------------- |
| Les données manquantes sont à compléter. |                              |                         |           |                        |
| 1958                                     | 1971                         | Gilbert Delerin         |           |                        |
| 1971                                     | mars 1989                    | Marie Renée de Sampigny |           |                        |
| mars 1989                                | juin 1995                    | Arnaud de Montlivault   |           |                        |
| juin 1995                                | mars 2008                    | Colette Geffroy         |           |                        |
| mars 2008                                | En cours (au 8 juillet 2020) | Noël Prugnaud           | PS        | Retraité Réélu en 2020 |

## Population et société

### Démographie
L'évolution du nombre d'habitants est connue à travers les recensements de la population effectués dans la commune depuis 1793. Pour les communes de moins de 10 000 habitants, une enquête de recensement portant sur toute la population est réalisée tous les cinq ans, les populations de référence des années intermédiaires étant quant à elles estimées par interpolation ou extrapolation. Pour la commune, le premier recensement exhaustif entrant dans le cadre du nouveau dispositif a été réalisé en 2005.

En 2022, la commune comptait 624 habitants, en évolution de −7 % par rapport à 2016 (Allier : −1,38 %, France hors Mayotte : +2,11 %).
| 1793 | 1800 | 1806 | 1821 | 1831 | 1836 | 1841 | 1846 | 1851 |
| ---- | ---- | ---- | ---- | ---- | ---- | ---- | ---- | ---- |
| 330  | 401  | 311  | 419  | 389  | 434  | 376  | 445  | 476  |

| 1856 | 1861 | 1866 | 1872 | 1876 | 1881 | 1886 | 1891 | 1896 |
| ---- | ---- | ---- | ---- | ---- | ---- | ---- | ---- | ---- |
| 490  | 516  | 521  | 575  | 684  | 683  | 702  | 775  | 756  |

| 1901 | 1906 | 1911 | 1921 | 1926 | 1931 | 1936 | 1946 | 1954 |
| ---- | ---- | ---- | ---- | ---- | ---- | ---- | ---- | ---- |
| 764  | 790  | 784  | 601  | 601  | 576  | 553  | 517  | 515  |

| 1962 | 1968 | 1975 | 1982 | 1990 | 1999 | 2005 | 2006 | 2010 |
| ---- | ---- | ---- | ---- | ---- | ---- | ---- | ---- | ---- |
| 503  | 477  | 434  | 537  | 554  | 559  | 517  | 511  | 669  |

| 2015 | 2020 | 2022 | - | - | - | - | - | - |
| ---- | ---- | ---- | - | - | - | - | - | - |
| 671  | 636  | 624  | - | - | - | - | - | - |

### Manifestations culturelles et festivités

#### Grand Bal de l'Europe

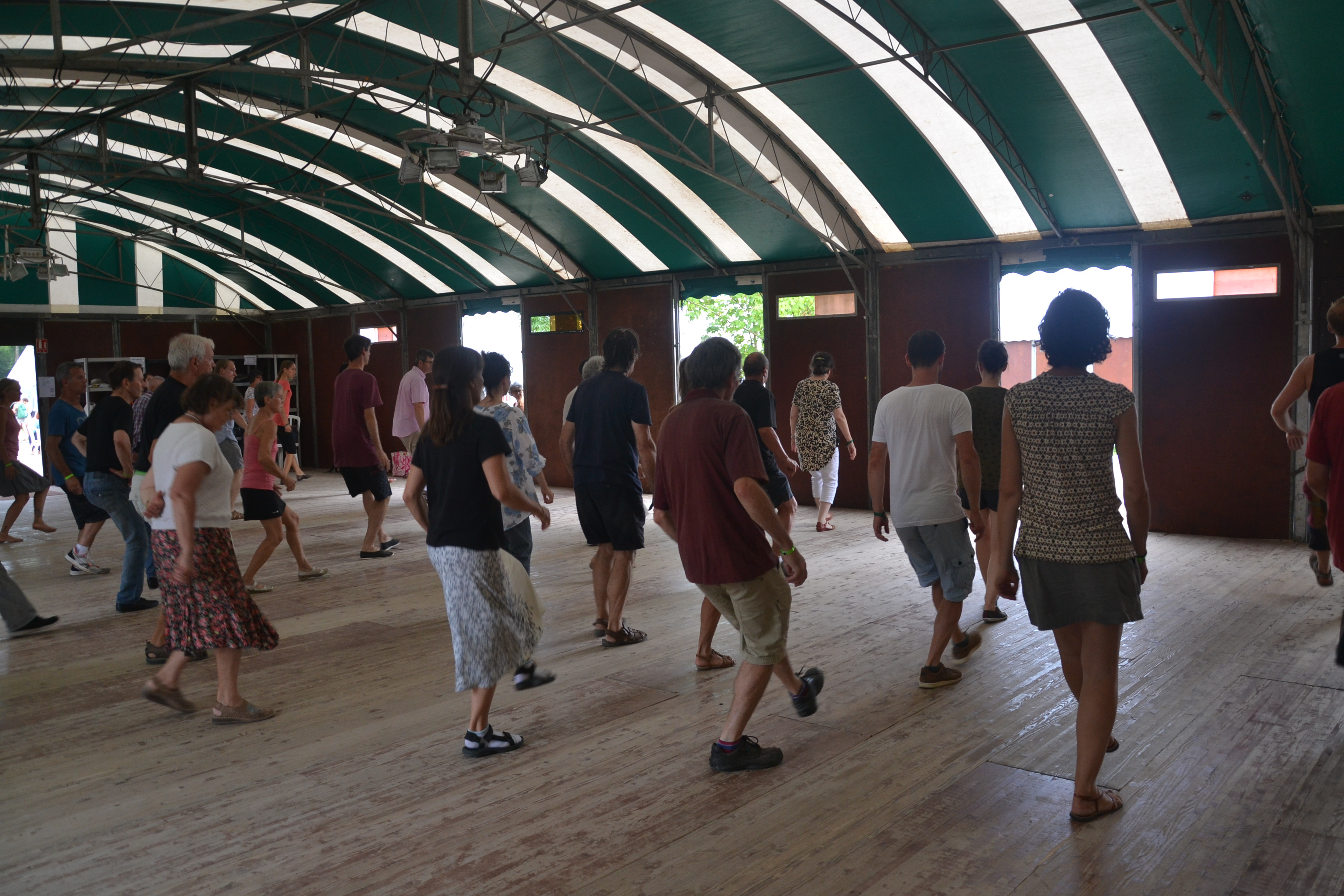
Grand Bal de l'Europe - exemple de danse, la sautière.

Depuis 1990 se déroule à Gennetines le festival du Grand Bal de l'Europe à la mi-juillet. Durant plusieurs jours plusieurs milliers de danseurs venus de France et des pays frontaliers (et même de plus loin) se regroupent pour profiter de bals folks et traditionnels.

## Culture locale et patrimoine

### Lieux et monuments
- Château des Bordes.
- Château du Breuil.
- Église Saint-Marcel de Gennetines.

### Héraldique
|  | Les armes de la commune se blasonnent ainsi : Parti, au premier de gueules à un genêt d'or tigé et feuillé de sinople, au second d'argent à un dragon du même armé et lampassé de gueules. |